# 拾年山遗址
拾年山遗址位于中华人民共和国江西省新余市渝水区北郊约20公里的水北镇拾年村东，是一处台地类型的新石器时代晚期及商周时期古文化遗址，2013年被列为第七批全国重点文物保护单位。
拾年山遗址坐落在山岗台地上，高出低处水田6—7米。台地东西宽35、南北长67米，面积约2345平方米。距遗址南约45米有袁水的支流蒙河流过。1986—1989年，江西省文物考古研究所、厦门大学人类学系、新余市博物馆先后三次对该遗址进行了发掘，揭露面积1200平方米。
- 石斧和石镬，1986年拾年山遗址出土